# 原住民主义
原住民主义（英語：Indigenism），又译土著主义，可以指代多种不同的意识形态，这些意识形态旨在促进原住民的利益。不同的学者和活动家对该术语的使用方式有所不同，它可以仅仅作为描述性词语使用，也可以带有政治含义。原住民身份的定义有多种方式，包括政治、法律、文化和地理上的区别。在某些情况下，原住民主义可以被视为一种族裔民族主义。